# Кузнецов Іван Максимович
Іва́н Макси́мович Кузнецо́в (5 вересня 1928, станція Яриженська Бударінського району, тепер селище Яриженський Новоаннінського району Волгоградської області, Російська Федерація — 28 січня 2000, місто Москва) — радянський державний діяч, 1-й секретар Ульяновського обласного комітету КПРС, заступник міністра будівельного, дорожнього і комунального машинобудування СРСР. Член ЦК КПРС у 1981—1986 роках. Депутат Верховної ради РРФСР 9-го скликання. Депутат Верховної ради СРСР 9—10-го скликань.

## Життєпис
Народився в родині залізничного робітника. У 1946 році закінчив середню школу.
У 1946—1951 роках — студент Саратовського автодорожнього інституту.
У 1951—1952 роках — старший інженер-технолог, у 1952—1955 роках — заступник начальника цеху, в 1955—1959 роках — начальник цеху, в березні 1959 — 1961 року — секретар партійного комітету Дев'ятого державного підшипникового заводу імені Куйбишева в місті Куйбишеві.
Член КПРС з 1956 року.
У 1961—1963 роках — 1-й секретар Совєтського районного комітету КПРС міста Куйбишева.
У 1963—1965 роках — слухач Вищої партійної школи при ЦК КПРС.
У 1965—1966 роках — секретар партійного комітету Дев'ятого державного підшипникового заводу імені Куйбишева в місті Куйбишеві.
У 1966—1967 роках — заступник завідувача, в 1967—1969 роках — завідувач відділу організаційно-партійної роботи Куйбишевського обласного комітету КПРС.
У 1969—1972 роках — інструктор відділу організаційно-партійної роботи ЦК КПРС.
У серпні 1972 — 16 липня 1977 року — 2-й секретар Ульяновського обласного комітету КПРС.
16 липня 1977 — 15 грудня 1983 року — 1-й секретар Ульяновського обласного комітету КПРС.
У грудні 1983 — червні 1989 року — заступник міністра будівельного, дорожнього і комунального машинобудування СРСР.
Потім — персональний пенсіонер союзного значення в Москві.
Помер 28 січня 2000 року в Москві.

## Нагороди
- два ордени Трудового Червоного Прапора
- медаль «За доблесну працю. В ознаменування 100-річчя з дня народження Володимира Ілліча Леніна»
- медалі